# فيليب سلاتر
فيليب سلاتر (1 أبريل 1876 - 20 أغسطس 1958) (بالإنجليزية: Philip Slater)‏ هو لاعب كريكت بريطاني (وحمل سابقاً جنسية المملكة المتحدة لبريطانيا العظمى وأيرلندا).